# Torsten Gowitzke
Torsten Gowitzke (* 8. Januar 1967) ist ein ehemaliger deutscher Fußballspieler und -trainer.

## Karriere

### Spielerkarriere
Torsten Gowitzke spielte in der Jugend unter anderem bei Hertha Zehlendorf, bevor er 1985 seinen ersten Profivertrag bei Hertha BSC unterzeichnete. Bei Hertha wurde Gowitzke in der 2. Bundesliga auf Anhieb zum Stammspieler. Am Ende der Spielzeit stieg Hertha erstmals in die Drittklassigkeit ab. Die folgende Oberliga-Spielzeit dominierte Hertha nach Belieben und verlor lediglich am letzten Spieltag beim VfB Neukölln. Gowitzke spielte selbst in 26 von 30 Partien, lediglich Heiko Meier hatte mehr Einsätze zu verzeichnen. In der Aufstiegsrunde zur 2. Bundesliga war Gowitzke in allen acht Partien im Einsatz, verpasste aber durch eine Niederlage im letzten Spiel gegen BVL 08 Remscheid den direkten Wiederaufstieg. 1987/88 konnte Hertha den Oberliga-Titel erfolgreich verteidigen und nach der Aufstiegsrunde zusammen mit Eintracht Braunschweig aufsteigen. In der Zweitligasaison 1988/89 schaffte Hertha unter dem neuen Trainer Werner Fuchs souverän den Klassenerhalt. 1989/90 feierte Hertha BSC am Saisonende als Zweitligameister den Aufstieg. Gowitzke hatte ebenso wie Walter Junghans und Theo Gries alle 38 Ligaspiele bestritten. In der Bundesliga konnte Hertha jedoch mit der Konkurrenz nicht mithalten. Gowitzke konnte auch mit seiner persönlichen Saison nicht zufrieden sein, so spielte er während der Amtszeit von Pál Csernai fast ein halbes Jahr keine Rolle, erst unter Peter Neururer und Karsten Heine fand er wieder einen Platz in der Startelf. Unter dem neuen Übungsleiter Bernd Stange kam Gowitzke 1991/92 zwar zu 21 Einsätzen, wurde dabei aber 15-mal nur eingewechselt. Der anvisierte Wiederaufstieg wurde mit Platz drei knapp verfehlt. 1992/93 spielte Gowitzke zunächst regelmäßig, ehe er sich im September verletzte und für den Rest der Saison ausfiel.
1993 wechselte Torsten Gowitzke zum Stadtrivalen SC Charlottenburg. Der Oberligist verpasste 1993/94 mit Platz 10 die Qualifikation zur neu eingeführten Regionalliga. 1994/95 belegte Charlottenburg Platz 5. Erst 1995/96 wurde der Aufstieg realisiert, wenn auch nur aufgrund des besseren Torverhältnisses gegenüber den punktgleichen VfB Lichterfelde und Türkiyemspor Berlin. In der Regionalliga musste Gowitzke in der Saison 1996/97 zusammen mit dem FSV Velten abgeschlagen wieder absteigen.

### Trainerkarriere
1998 übernahm Gowitzke das Traineramt des SCC in der Verbandsliga Berlin für anderthalb Jahre. 2006 war er dort erneut Trainer für ein halbes Jahr.

## Privates
Torsten Gowitzke spielt seit 2008 regelmäßig in der Ü40 und Ü50 des SFC Stern 1900.

## Erfolge
- Berliner Pokalsieger: 1987